# Yumi Egami
Yumi Egami-Maruyama (em japonês:  江上-丸山 由美; Tóquio, 30 de novembro de 1957) é uma ex-jogadora de voleibol do Japão que competiu nos Jogos Olímpicos de 1984 e 1988.
Em 1984, ela fez parte da equipe japonesa que conquistou a medalha de bronze no torneio olímpico, no qual atuou em cinco partidas. Quatro anos depois, ela jogou em cinco confrontos e finalizou na quarta colocação com o conjunto japonês no campeonato olímpico de 1988.